# 櫛橋伊高
櫛橋 伊高（くしはし これたか）は、室町時代の播磨国の武将。赤松氏の家臣。

## 人物
櫛橋家3代・櫛橋伊範の子。明徳2年（1392年）12月明徳の乱で赤松義則に従って父が戦死するとその家督を継承した。この頃になると櫛橋氏は赤松家中でも頭角を現しており、浦上氏などとともに奉行人としての発給文書も見られるようになる。また赤松氏が守護を務める東播磨目代、さらには播磨・備前・美作3ヶ国の出納役を務めた。
正長2年（1429年）より続く大和永享の乱において、室町幕府は大和国人越智氏討伐を決定し、永享4年（1432年）赤松満祐にも幕府より出陣の命が下った。満祐は実弟である赤松義雅を大和へと差し向け、伊高もこの軍に従った。赤松軍は越智氏の籠もる箸尾城を陥落させて勝利したが、その帰途に奇襲を受けて義雅も負傷するという事態に陥り、その混乱の中で伊高は戦死した。